# 威羅克 (明尼蘇達州)
威羅克（英語：Wirock）是位於美國明尼蘇達州莫雷縣邦丁鎮區及艾奧納鎮區的一個非建制地區。

## 地理
威羅克所處的海拔為高於海平面480米（即1575英呎），而該地所採用的時區為UTC-6，即北美中部時區（CST）。同時該地設有夏令時間，為UTC-6調快一小時，即UTC-5（CDT）。